# Systropha aethiopica
Systropha aethiopica är en biart som beskrevs av Heinrich Friese 1911. Systropha aethiopica ingår i släktet Systropha och familjen vägbin. Inga underarter finns listade i Catalogue of Life.